# Flora Germanica Excursoria
Flora Germanica Excursoria (abreviado Fl. Germ. Excurs.) es un libro con ilustraciones y descripciones botánicas que fue escrito por el naturalista, zoólogo, botánico y ornitólogo alemán, Ludwig Reichenbach y publicado en  2 volúmenes en los años 1830-1833.